# The Chesterfield Kings
The Chesterfield Kings sono un gruppo garage rock statunitense originario di Rochester nello stato di New York attivo dal 1979 il cui stile è caratterizzato dalla rielaborazione dei suoni garage e della psichedelia degli anni sessanta di gruppi come Rolling Stones o Chocolate Watchband.

## Storia
(Reverendo Lys)
I membri fondatori furono il cantante dei Distorted Level, il giornalista e collezionista di dischi Greg Prevost, l'allora sedicenne Andy Babiuk e Orest Guran. Il nome è mutuato da un noto marchio di sigarette.  Il gruppo nacque in piena epoca garage rock revival, in cui si formarono tra gli altri anche gli The Unclaimed, i Marshmallow Overcoat, The Fuzztones, The Malarians, Mystic Eyes, The Cynics.
Esordirono con il singolo I Ain't No Miracle Worker cover del famoso brano dei Brogues. Seguì una partecipazione alla compilation Battle of the Garage della Bomp! Records che permise loro di avere alcune date al Peppermint Lounge di New York. Nel 1982 uscì il loro primo album  Here Are the Chesterfield Kings (Mirror Records) composto da sole cover tra cui spiccavano per la reinterpretazione The hustler dei Sonics, Won't come back dei Zakary Thaks il brano dalle venature folk You better look now dei Rogues ed Expo 2000 dei Chocolate Watchband.
Nel 1985 uscì il primo album con brani autografi Stop! forse il loro migliore che fu seguito dal più variegato Don't Open Till Doomsday del 1987. Gli album successivi, meno ispirati, virarono verso altri generi, hard rock (The Berlin Wall of Sound 1990), blues (Drunk on Muddy Water 1990), parodistici (Let's Go Get Stoned, 1995) o surf (Surfin' Rampage, 1997) per ritornare al garage rock delle origini con Where the Action Is del 1999.

## Discografia

### Album
- 1982 - Here Are the Chesterfield Kings (Mirror Records MR-9)
- 1985 - Stop! (Mirror Records MR-10)
- 1987 - Don't Open Til Doomsday (Mirror Records MR-12, featuring Dee Dee Ramone, cassette)
- 1989 - Night of the Living Eyes (Mirror Records MR-13, raccolta)
- 1989 - Berlin Wall of Sound (Mirror Records MR-15)
- 1990 - Drunk On Muddy Water - (Mirror Records MCD-16)
- 1994 - Let's Go Get Stoned - (Mirror Records MR-19)
- 1997 - Surfin' Rampage - (Mirror Records M-23)
- 1997 - Trippin' Out - (Impossible Records, EP)
- 1999 - Where the Action Is - (Sundazed LSD 13)
- 2003 - The Mindbending Sounds of... - (Living Eye / Sundazed, 2006 Wicked Cool Records)
- 2007 - Psychedelic Sunrise... - (Wicked Cool Records)
- 2009 - Live Onstage...If You Want It - (Wicked Cool Records, Live)

### Singoli
- 1979 - I Ain't No Miracle Worker/Exit 9 - (Living Eye Records, LSD-1; limited edition 500 copie)
- 1981 - You Can't Catch Me/I Won't Be There - (Living Eye Records, LSD-2; limited edition 50 copie)
- 1982 - Hey Little Bird/I Can Only Give You Everything - (Living Eye Records, LSD-3)
- 1982 - I'm Going Home/A Dark Corner - (Mirror Records)
- 1984 - She Told Me Lies/I've Got a Way With Girls - (Mirror Records)
- 1987 - Baby Doll/I Cannot Find Her (acoustic version) - (Mirror Records)
- 1991 - Next One In Line/Talk Talk e You Drive Me Nervous - (Mirror Records, MIR45-4, 7-inch EP)
- 1994 - Hey Joe/Roadrunner - (as The Paisley Zipper Band, Get Hip Recordings, GH-144)
- 1997 - Misty Lane/Little Girl - (Misty Lane records, Italian fanzine release)
- 1998 - Wrong From Right/So What - (Living Eye Records, LSD-5)
- 1998 - Run Rudolph Run - (Living Eye Records, LSD-FC98, Christmas single)
- 1999 - Help You Ann con i Lyres She Told Me Lies - (Living Eye Records, LSD-6; split single, dove i 2 gruppi facevano la cover del brano scritto dall'altro gruppo)
- 2000 - She Pays The Rent con i Lyres She Told Me Lies - (Feathered Apple Records, FA-1300; split single, dove i 2 gruppi facevano la cover del brano scritto dall'altro gruppo)
- 1999 - Where Do We Go From Here/Louis, Go Home - (Living Eye / Sundazed Records S-146; canta Mark Lindsay dei Paul Revere and the Raiders)
- 2001 - Yes I Understand/Sometime At Night - (Sundazed Records; canta Sal Valentino dei The Beau Brummels)